# بيتر كارب
بيتر كارب كذلك يكتب بيتراش كارب وعند فرنسته يلفظ بيير كارب وأحيانًا الكونت كارب (28 أو 29 يونيو عام 1837 - 19 يونيو عام 1919) هو رجل دولة مولدوفي ومن ثم روماني وناشط سياسي وناقد ثقافي وأحد كبار ممثلي التيار المحافظ الليبرالي في رومانيا ورئيس وزراء البلاد لولايتين منفصلتين (خلال الفترة من عام 1900 حتى عام 1901 والفترة من عام 1910 حتى عام 1912). تداخلت فترة شبابه مع نشاطاته في نادي جونيميا الذي أسسه مع الناقد تيتو مايوريسكو كجمعية أدبية ليلعب دورًا في تحويله إلى نادٍ سياسي. تخلى كارب عن مستقبلٍ مهني صاعد كمجادل وصحفي ثقافي في نادي جونيما ملتحقًا بالسلك البيروقراطي الحكومي للممالك المتحدة ومن ثم السلك الدبلوماسي الروماني وينخرط بعدها في المعترك السياسي الانتخابي. أسهم كارب في تأسيس الحزب المحافظ الذي انبثق عن عدة نوادي محافظة «بيضاء» في عام 1880، وذلك على خلفية دفاعه عن المشاعر الأرستقراطية وطبقة النبلاء الرومانية. غير أنه كان أيضًا قائدًا للفصيل الجونيمي الذي عارض زعيمي الحزب المحافظ الرئيسيين لاسكار كاتارجو وجورجي غريغور كانتاكوزينو. أسهم كارب في منصة كونفوربيري ليتراري التابعة للنادي ويعود إليه الفضل في تأسيس صحيفتي تيرا (1868) ومولدوفا (1915).
يعتبر كارب على نطاقٍ واسع لاذعًا وصلبًا في في مواقفه العلنية وخطيبًا موقرًا. إذ لم يحجم عن معارضة تيار الغالبية في مناظرات سياسية عدة. مثّل خطابه السياسي بأسره بديلًا عن النزعات الحمائية والشعبوية والمعادية للسامية التي اصطبغت بها الليبرالية الرومانية «الحمراء». وفي ظل ترحيبه بالتغريب والتجارة الحرة فإن رؤيته حيال التنمية كانت قائمة على التدرج وذلك فضلًا عن انتقاده التجارب الحديثة في الحوكمة. تُذكر إدارتي كارب لإصلاحاتهما المالية وتشجيعهما الاستثمارات الأجنبية ومحاولات حكومته القضاء على الفساد السياسي.
حصل كارب على إجماع سياسي حيال توجيه مملكة رومانيا نحو الحلف الثلاثي وذلك على ضوء حبه وولولعه بألمانيا وروسيا، ولكن اضمحلت شعبية هذه السياسة الخارجية بالكامل بعد اندلاع الحرب العالمية الأولى. كان كارب الشخصية العامة البارزة الوحيدة التي طالبت بإعلان الحرب على قوى الوفاق الثلاثي في ذاك الوقت. خرج من تقاعده أثناء الاحتلال الألماني لرومانيا حين ساعد زميله المحافظ لوبو كوستاكي على تشكيل حكومة إقليمية متواطئة. أدى مشروعه الأخير هذا إلى تلطخ سمعته بالعار بعد استعادة الحكومة الشرعية للسيطرة على زمام الأمور في البلاد.

## النشأة والتعليم
كان كارب أحد أبناء طبقة البويار القديمة في مولدوفا إذ أشارت عائلته إلى جذورها العائدة إلى القرن السابع عشر ويعتقد البعض أن أصوله تنحدر من منطقة البلطيق. ارتبط آل كارب بصلات قربى مع غيرهم من الأسر النبيلة ومن بينهم آل كوزاديني وآل راكوفيتا وآل كوستاكي. امتلكت الأسرة أرض تيبانشتي الإقطاعية التي تشكلت بفعل ضم وتجميع أراضي الفلاحين على مر القرون. كانت ما تزال الأرض مشروعًا مربحًا خلال فترة حياتهم. كان والد كارب المعروف أيضًا باسم بيتر (بيترو) حارسًا في البلاط الأميري وارتقى بعدها ليصبح مندوبًا ملكيًا. تلقى بيتر الأب تعليمه في الخارج خلال موجة التغريب الأولى التي طالت البلاد. وشارك في التحريض السياسي بعد انبهاره بقيم التنوير وجمعيات كاربونيريا السرية خلال الفترة التي سبقت اندلاع الثورة المولدوفية في عام 1848. أما والدة بيتر كارب فتدعى سماراندا رادول وهي من طبقة البويار في ديلو ماري. أنجب الاثنان ابنًا آخرًا غير أنه فارق الحياة عند الولادة.
ولد الزعيم المحافظ المستقبلي في العاصمة المولدوفية ياش. اصطحبه والده معه حين كان طفلًا صغيرًا في أول رحلة الأولى لكارب خارج مولدوفا. سافر الاثنان على ظهر حنطور مارين من الإمبراطورية النمساوية ومن ثم بروسيا. التحق بيتر الابن بالمدرسة الفرنسية الثانوية ببرلين ثنائية اللغة وعاش في منزل سيدها لهاردي الذي كان من الهوغونوتيين. تلقى كارب تعليمًا كلاسيكيًا في الآداب خلال ريعان شبابه وعرف بضلاعته في أعمال هوميرس ويوهان فولفغانغ غوته ولا سيما ويليام شيكسبير. اجتاز امتحان الماتورا ونال أعلى درجة في صفه. ودرس بعدها القانون والسياسة في جامعة بون. انتسب كارب إلى أخوية فيلق بوروسيا الطلابية سيئة السمعة. أدى هذا التأثير الأرستقراطي الذي اكتسبه كارب إلى ألمنة أرائه وحضوره العام بحسب ما ذكره المؤرخ الأدبي تودور فيانو، وتحول من شخص «أكثر عدوانية بعض الشيء» إلى الشغف في المبارزة وارتدائه نظارةً مفردةً. كان كارب في بون حين ألقى خطبته الأولى. رحب كارب بالنيابة عن الأخويات الطلابية بجيروم وهو ابن عم الإمبراطور الفرنسي نابليون الثالث. استحسن جيروم موقف كارب السياسي الواضح والصريح فكريًا. اجتمع زميل كارب المستقبلي بالمولدوفي إياكوب نيغروزي حين كان طالبًا وكان أول من يلاحظ عليه قدرته في أن يصبح رجل دولة.

### إنشاء نادي جونيميا
كان كارب في بروسيا حين اندمجت مولدوفا مع الأفلاق وشكلا الممالك المتحدة، وهو ما مثل الخطوة الأولى على الطريق نحو توحيد رومانيا. عاد بعدها إلى مدينة ياش في خريف عام 1862، وكان حينها قد بلغ الخامسة والعشرين ربيعًا، وسرعان ما كرس نفسه إلى بث الحياة في الوسط الثقافي في المدينة. دخل كارب في صداقة طويلة الأمد مع تيتو مايوريسكو الذي تشابه معه في الكثير من الأفكار. اشترك الاثنان في التقدير الذي كانا يكناه لبروسيا ونظام التعليم الألماني، غير أنهما تكاتفا في جهودهما مع فازيل بوغور (الذي كان مولعًا بفرنسا) وأسس الثلاثة نادي جونيميا الذي كان في الأساس نادٍ أدبي ذو طموحات سياسية محدودة. انضم المحامي ثيودور روزيتي إلى النادي في عام 1863 (يعتبر المؤسس الرابع له) وتبعه انضمام نيغروزي في عام 1864. على الرغم من السطوة الدائمة التي استأثر بها المولعين بفرنسا على المجتمع الروماني فإن كارب ومايوريسكو أدارا معًا شؤون النادي دون أن تواجه منصتهم المولعة بألمانيا أي تحدٍ داخلي.
دعمت جماعة جونيميا منذ بداياتها الحوار وفضلته على الانقسامات الطبقية. كانت عائلة ثيودور روزيتي من السلالات السياسية الشهيرة، وكان هو نفسه صهر أول حاكم في تاريخ رومانيا المتحدة ألا وهو دومنيتور ألكسندر جون كوزا (المتزوج من إيلينا روزيتي). كان روزيتي وكارب أعلى البويار شأنًا بين مؤسسي نادي جونيميا بحسب ما ذكره الفيلسوف فيرجل نيمويانو. كان مايوريسكو العضو المؤسس الوحيد الذي لم ينحدر من عائلة ثرية، ولذلك عبر في السر عن استيائه من زملائه الأرستقراطيين ومن ضمنهم كارب بسبب سلوكهم المتعالي. ومع ذلك استطاع كارب تسخير تربيته كنبيل لإفادة مايوريسكو حين تعهد بمبارزة جميع من تجرأوا على ذكر سوء سلوكه الجنسي المزعوم.
كانت أولى إسهامات كارب في نشاطات نادي جونيميا هي بصفته أدبيًا. قدم كارب ترجمته الخاصة لمسرحية ماكبث من تأليف شكسبير في قراءة جهيرة عقدت في منزل مايوريسكو وكانت أول فعالية من هذا القبيل في تاريخ النادي. كانت ترجمته للمسرحية على الأرجح مأخوذة من النسخة الإنجليزية الأصلية. ظل محافظًا على اهتمامه البالغ بمثل هذه الأعمال على مدى السنوات التالية وترجم مسرحية عطيل (التي طبعت برعاية نادي جونيميا في عام 1868). كذلك عمل على ترجمة مقالات من الصحف الثقافية البريطانية وقصص الأسفار العلمية التي كتبها ألكسندر فون هومبولت. ألقى كارب أيضًا الكثير من المحاضرات المجانية حول جملة من المواضيع الأدبية والتاريخية ومنها محاضرته التي حملت عنوان «التراجيديا القديمة والحديثة» ومحاضرة «القياصرة الثلاثة».
جذبت هذه الاجتماعات الأدبية اهتمامًا واسعًا وتحولت بمرور الوقت إلى ولائم صاخبة وهو جو وثقته مذكرات نيغروزي. لاحظ الأخير أن كارب قلما كان يحتسي الكحول في العلن، ولكنه حين فعل ذلك فإنه كان يثمل بوجدانية. كانت مناظرات نادي جونيميا مفعمة بالحيوية وتخللها قدر ملحوظ من الشخصنة الجارحة.